# Erdenet Mining Corporation
Die Erdenet Mining Corporation (mongolisch Эрдэнэт үйлдвэр) ist ein Bergwerksunternehmen im mongolischen Erdenet.

## Geschichte
Das russisch-mongolische Joint-Venture wurde 1975 gegründet. Geologische Feldstudien begannen gegen Ende der 1950er Jahre.
Ab Anfang der 1960er Jahre begann eine nationale geologische Organisation, mit den geologischen Einrichtungen der europäischen sozialistischen Länder aktiv zusammenzuarbeiten. Eine erste gemeinsame tschechisch-mongolische geologische Expedition wurde in der Mongolei 1962 unternommen. Heute (2012) betreibt das Unternehmen das viertgrößte Kupferbergwerk der Welt. Der Tagebau trägt den Hauptanteil zum mongolischen Exportvolumen und Steueraufkommen bei. Lange Zeit wurde nur Kupferkonzentrat exportiert, seit 2005 ist die Anlage auch in der Lage, reines Kupfer herzustellen.

## Förderung und Produktion
Außerdem fördert das Unternehmen Molybdän und produziert Baumaschinen sowie Fördertechnik.

## Visuelle Eindrücke

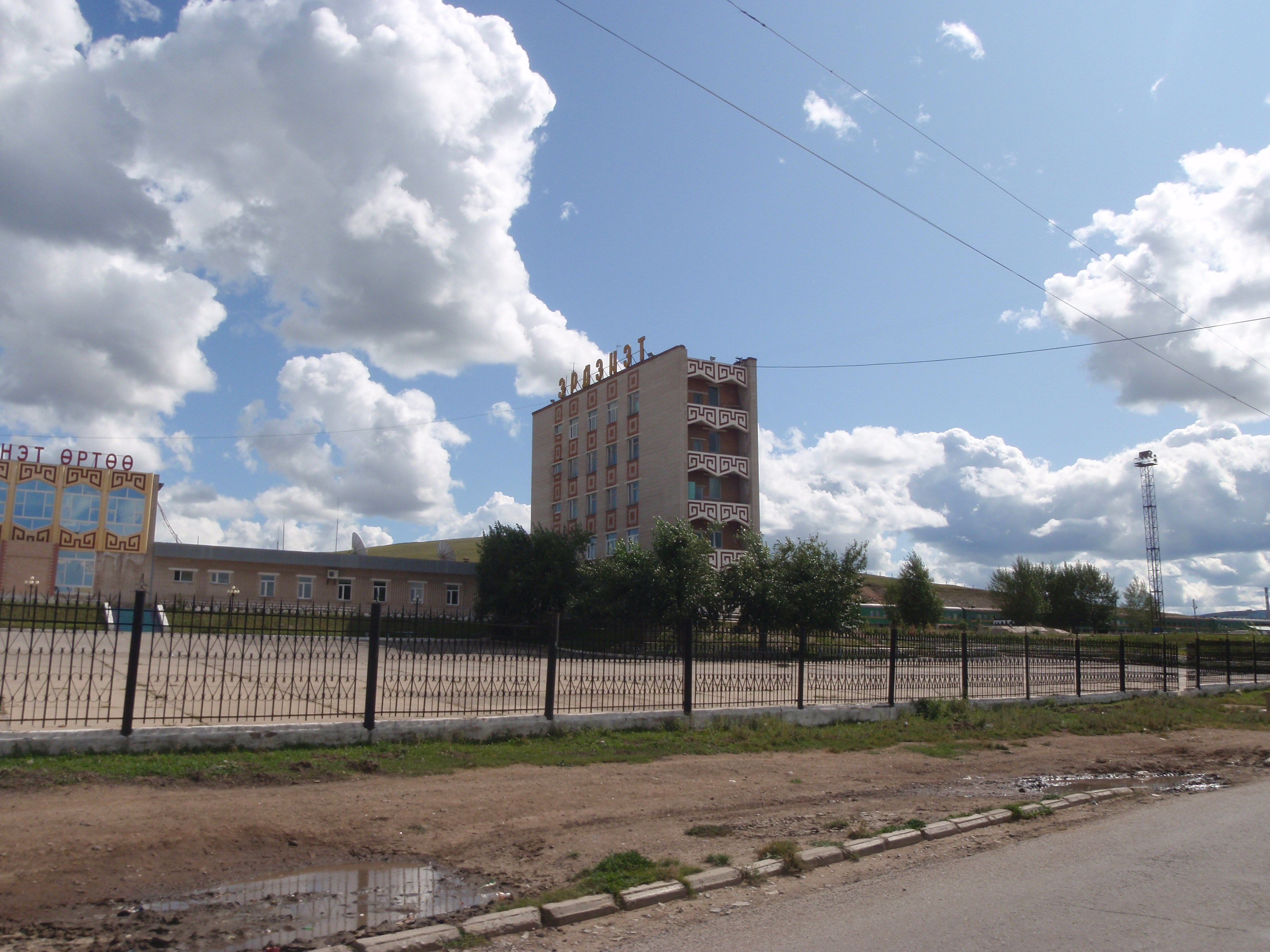
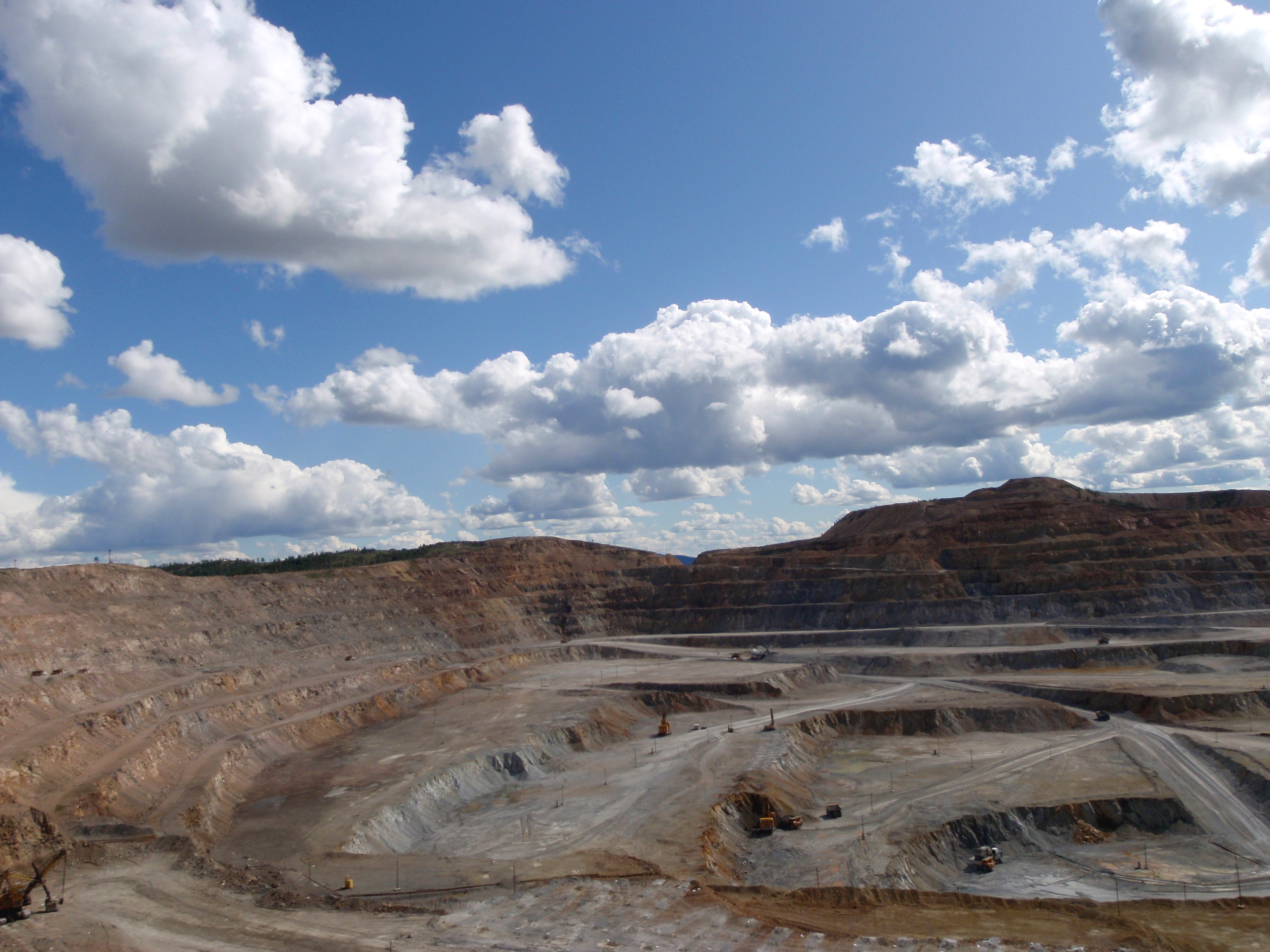
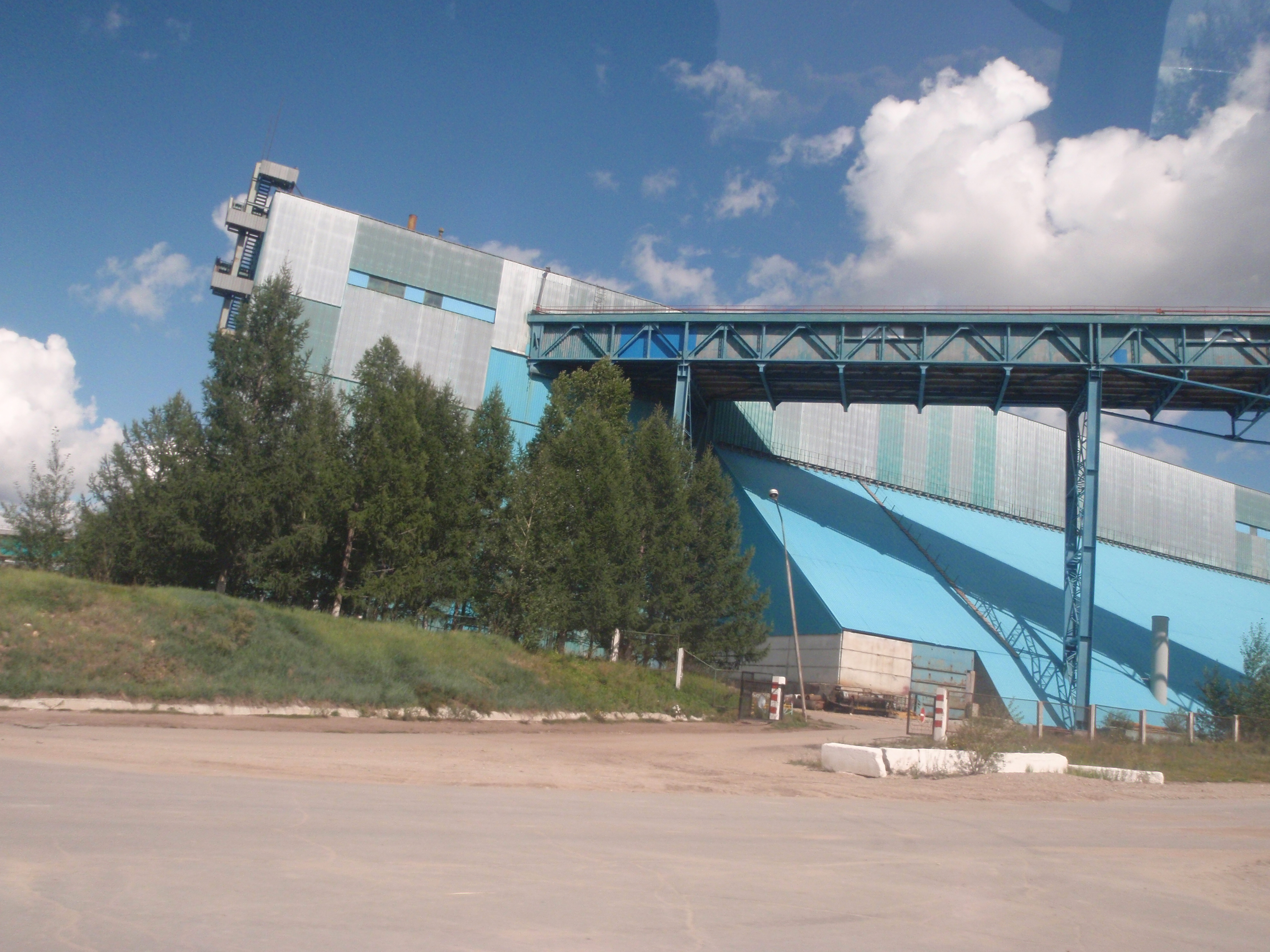
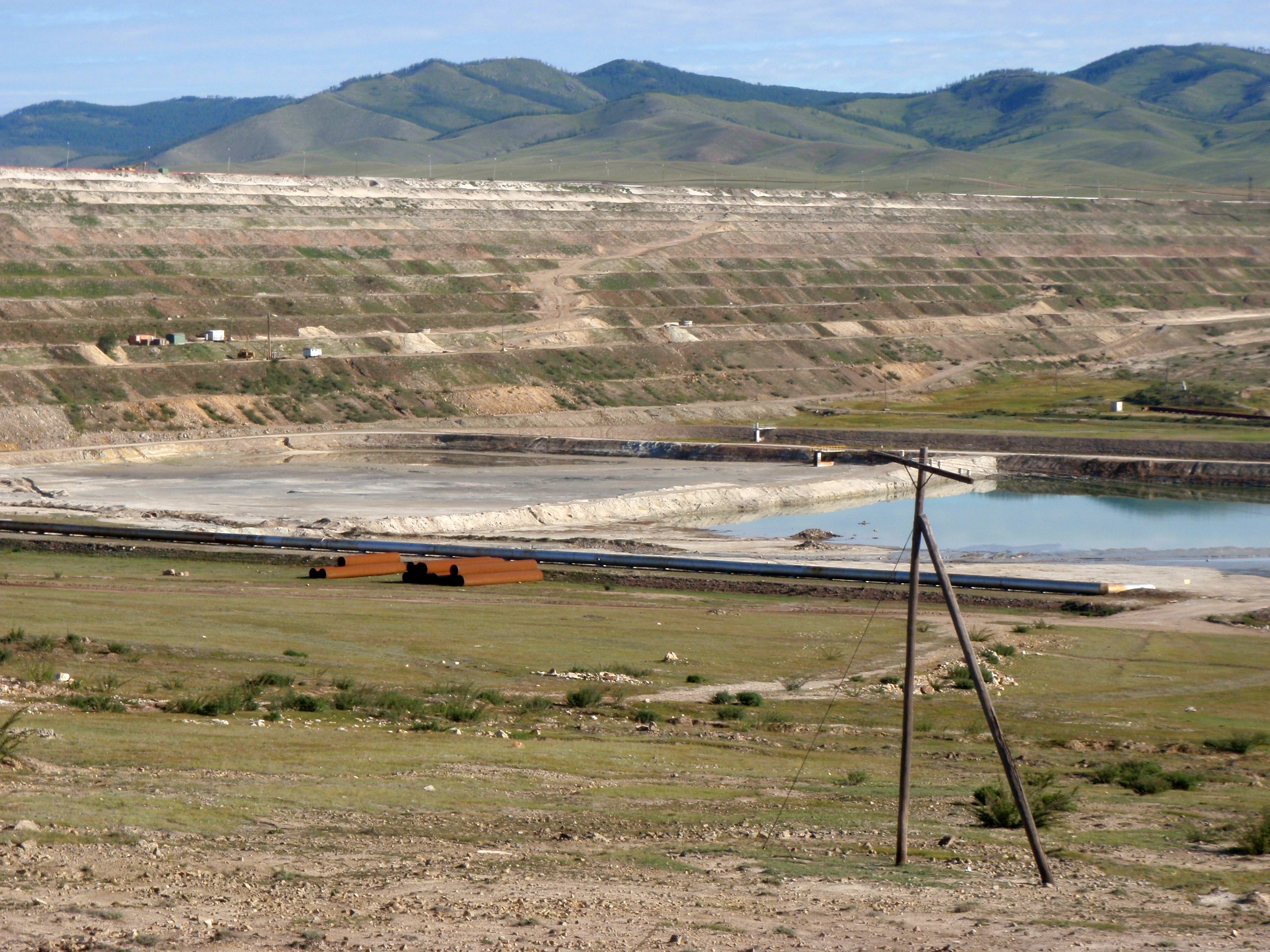
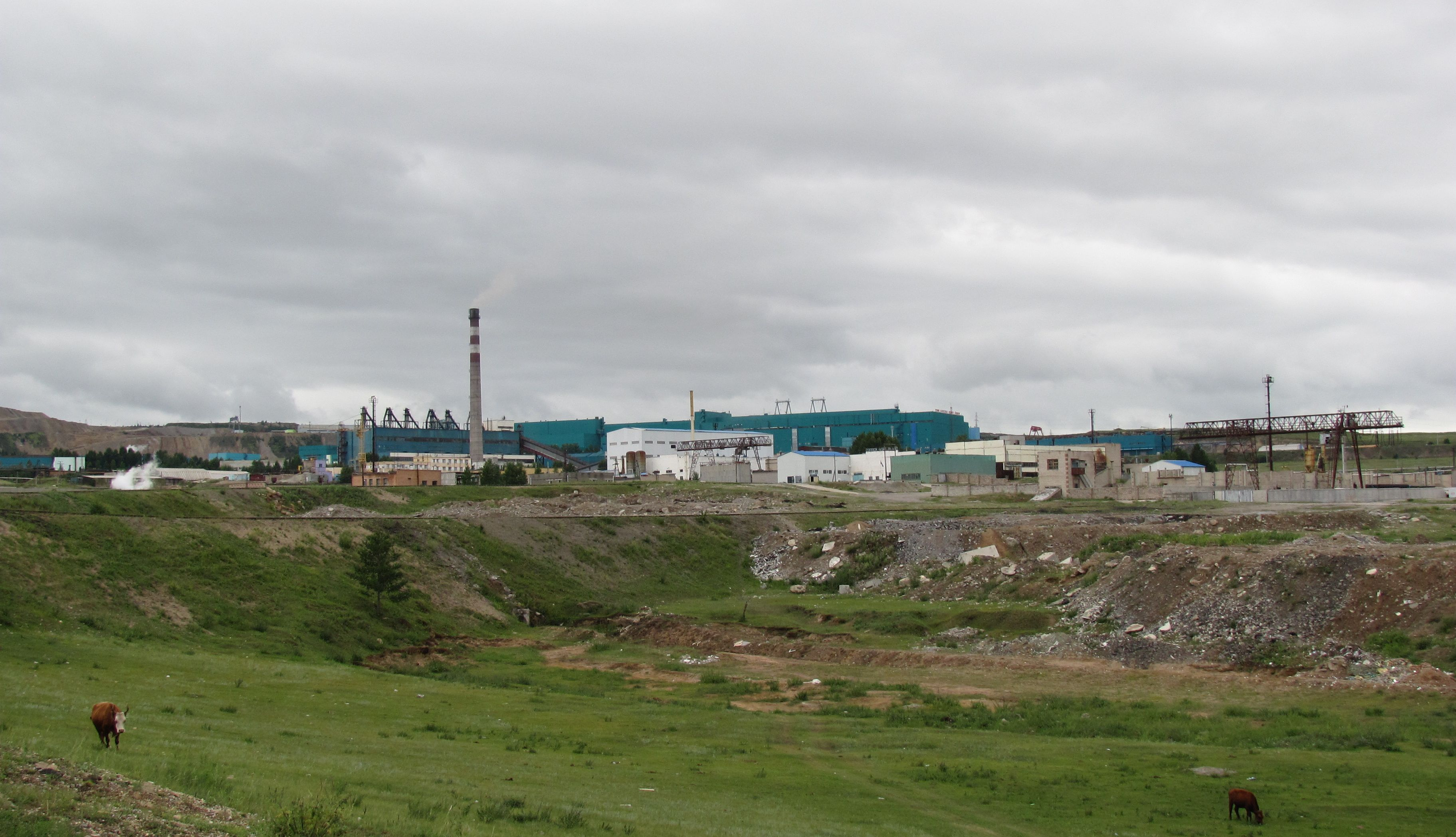